# Rob Valetini

a Compétitions nationales et continentales officielles uniquement.

b Matchs officiels uniquement.
Dernière mise à jour le 14 juin 2024.
Rob Valetini, est né le 3 septembre 1998 à Melbourne (Australie). C'est un joueur international australien de rugby à XV jouant aux postes de troisième ligne centre ou de troisième ligne aile avec la franchise des Brumbies en Super Rugby depuis 2018.

## Biographie
Rob Valetini est né à Melbourne en Australie, d'une famille d'origine fidjienne.

## Carrière

### En club
Rob Valetini commence le rugby dès son plus jeune âge avec le club des Melbourne Harelquins, suivant ainsi les traces de son père et de ses frères. Il pratique aussi le rugby lors de sa scolarité avec le Westall Secondary College. Il représente également la sélection de la l'État de Victoria dans les catégories des moins de 16, 18 et 20 ans, ainsi qu'avec l'équipe des moins de 20 ans de la franchise des Melbourne Rebels. 
En mai 2016, il rejoint la franchise des Brumbies basée à Canberra, et évoluant en Super Rugby, sur la base d'un contrat « espoir ». Il devient alors le deuxième joueur australien encore lycéen à signer un contrat professionnel, après Luke Jones.
Parallèlement, il commence sa carrière professionnelle à l'âge de 17 ans, lorsqu'il est retenu avec l'équipe de Melbourne Rising pour disputer le NRC en 2016. Il dispute deux rencontres lors de sa première saison.
En 2017, après avoir joué avec l'équipe Development (espoir) des Brumbies, il prolonge son contrat de deux saisons, soit jusqu'en 2019. Plus tard la même année, il change d'équipe de NRC pour rejoindre les Canberra Vikings. Il fait une bonne première saison, inscrivant huit essais en dix rencontres, et il est considéré comme l'un des meilleurs joueurs de la compétition.
Il fait ses débuts en Super Rugby le 24 février 2018 contre les Sunwolves. Lors de sa première saison, il joue trois rencontres et inscrit un essai. Il devient un titulaire au poste de troisième ligne aile à partir de la saison 2019. En mars 2019, il prolonge son engagement avec les Brumbies jusqu'en 2021. 
En 2020, il remporte le Super Rugby Australia avec son équipe, après une finale remportée face aux Queensland Reds,. L'année suivante, à l'issue d'une finale identique, son équipe s'incline et termine deuxième de la compétition. La même année, il est élu meilleur joueur des Brumbies de l'année. Il prolonge également son contrat avec les Brumbies jusqu'en 2023.
En février 2023, il se réengage avec la fédération australienne et les Brumbies pour quatre nouvelles saisons, soit jusqu'en 2027.

### En équipe nationale
Rob Valetini est sélectionné avec la sélection scolaire australienne (en) en 2016, mais une blessure à la jambe l'empêche finalement de jouer.
Il est retenu avec l'équipe d'Australie des moins de 20 ans pour disputer le championnat du monde junior en 2017. Lors de la compétition, il dispute cinq rencontres.
Il est sélectionné pour la première fois avec les Wallabies en septembre 2019 par le sélectionneur Michael Cheika. Il obtient sa première cape internationale le 7 septembre 2019 à l’occasion d’un match contre l'équipe des Samoa à Parramatta,.
Il est rappelé en sélection l'année suivante par le nouveau sélectionneur Dave Rennie pour disputer le Tri-nations 2020. Après avoir joué en troisième ligne aile dans un premier temps, il s'impose au fil de l'année 2021 comme le titulaire au poste de troisième ligne centre,.
En juin 2023, il est sélectionné par Eddie Jones pour participer au Rugby Championship 2023. Le 10 août 2023, il est annoncé au sein du groupe australien de 33 joueurs sélectionnés pour disputer la Coupe du monde 2023 en France. Il est titulaire pour les quatre matchs de son équipe, qui est éliminée à l'issue de la phase de poule.

## Palmarès

### En club
- Vainqueur du Super Rugby AU en 2020 avec les Brumbies.
- Finaliste du Super Rugby AU en 2021 avec les Brumbies.

## Statistiques
Au 1er juin 2025, Rob Valetini compte 52 capes en équipe d'Australie, dont 47 en tant que titulaire, depuis le 7 septembre 2019 contre l'équipe des Samoa à Parramatta. Il a inscrit 5 essais (25 points).
Il participe à quatre éditions du Rugby Championship, en 2020, 2021, 2022 et 2023. Il dispute dix-sept rencontres dans cette compétition.